# Jiří Jandák
Jiří Jandák (Brno, 12 febbraio 1958) è un ex cestista cecoslovacco.

## Carriera
Con la Cecoslovacchia ha disputato i Campionati europei del 1983.

## Palmarès
- Campionato cecoslovacco: 3

Spartak ZJŠ Brno: 1975-76, 1976-77, 1977-78